# Javonte Williams
Pour les articles homonymes, voir Williams.
(en) Statistiques sur pro-football-reference
Javonte Williams, né le 25 avril 2000 à Wallace en Caroline du Nord, est un sportif professionnel américain de football américain jouant au poste de Running back dans la National Football League (NFL) depuis la saison 2021 et pour la franchise des Cowboys de Dallas depuis saison 2025.
Auparavant, au niveau universitaire, il a joué pendant trois saisons dans la NCAA Division I FBS pour les Tar Heels de l'université de Caroline du Nord à Chapel Hill où il obtient une sélection dans les deuxièmes équipes de la conférence ACC et All-America en 2020.
Choisi au 35e rang lors du 2e tour de la draft 2021 par la franchise des Broncos de Denver, il obtient une sélection dans l'équipe des meilleurs rookies de la saison 2021. Après quatre saisons à Denver, il rejoint l'équipe des Cowboys de Dallas dès 2025.